# Cryptonchus tristis
Cryptonchus tristis är en rundmaskart som först beskrevs av E. Ditlevsen 1911.  Cryptonchus tristis ingår i släktet Cryptonchus och familjen Cryptonchidae. Arten är reproducerande i Sverige. Inga underarter finns listade i Catalogue of Life.